# 8307 Peltan
8307 Peltan este un asteroid din centura principală, descoperit pe 5 martie 1995, de Jana Tichá.